# Saint-Marcel de Cluny
Saint-Marcel de Cluny är en katolsk kyrkobyggnad som är belägen i staden och kommunen Cluny i departementet Saône-et-Loire i regionen Bourgogne-Franche-Comté i Frankrike. Kyrkan är helgad åt påven Marcellus I. Sedan år 2017 räknas den som ett historiskt monument.

## Kyrkobyggnaden
Platsen där kyrkan ligger byggdes om omkring år 1159 av abboten Hugo III. Kyrkan består av ett långhus med kor och klocktorn i öster samt absid öster om tornet. Klocktornet är åttakantigt och är indelat i tre våningar. Högst upp finns en murad tornspira som troligen har tillkommit på 1500-talet. Ombyggnadsarbeten på 1800-talet, särskilt under åren 1872–1876 av arkitekten Giroud, har givit kyrkan sitt nuvarande utseende.

## Inventarier
Dopfunt och altare är från klostret i Cluny och kom till kyrkan vid 1800-talets ombyggnad.

## Bildgalleri

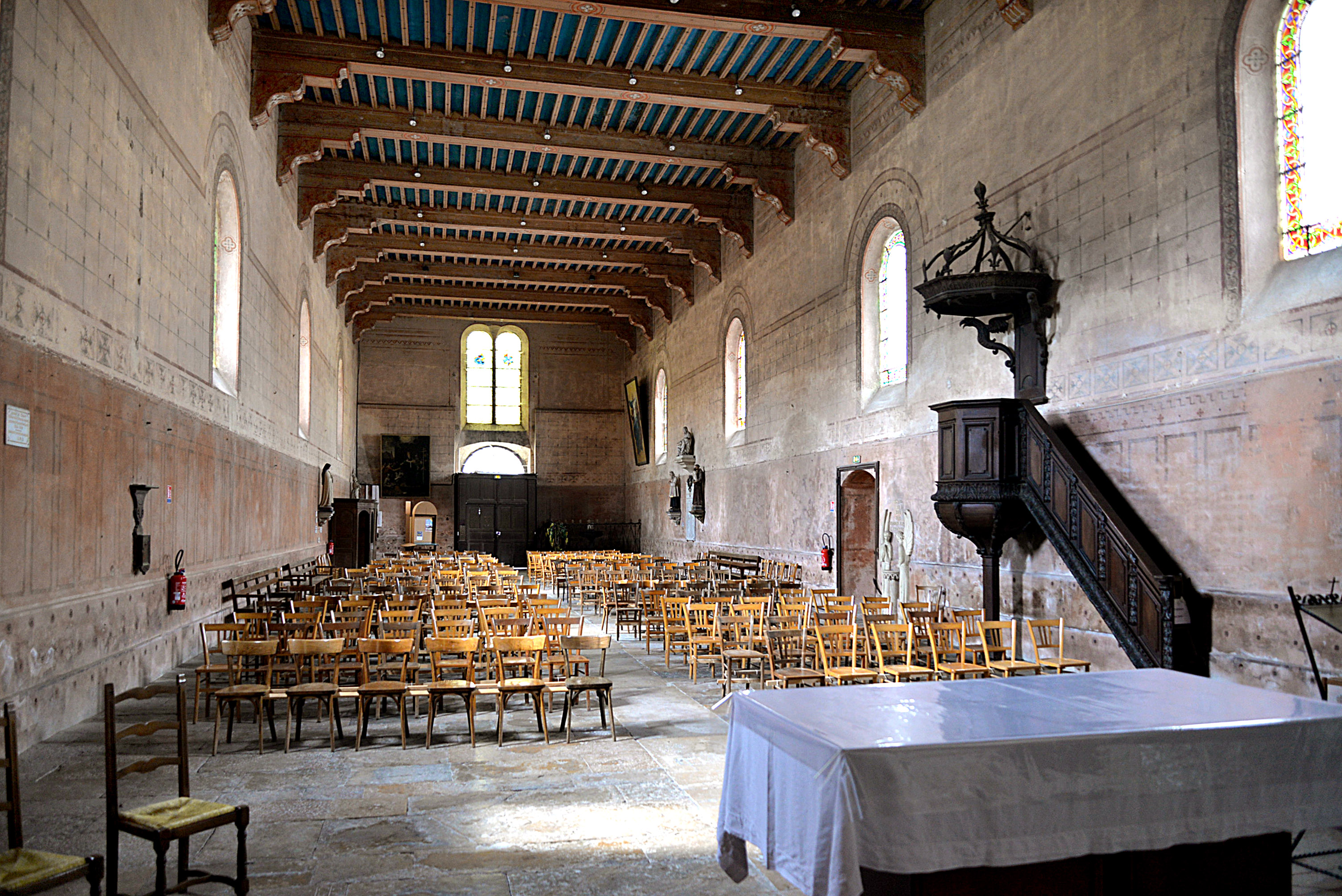
Kyrkorummet mot väster.
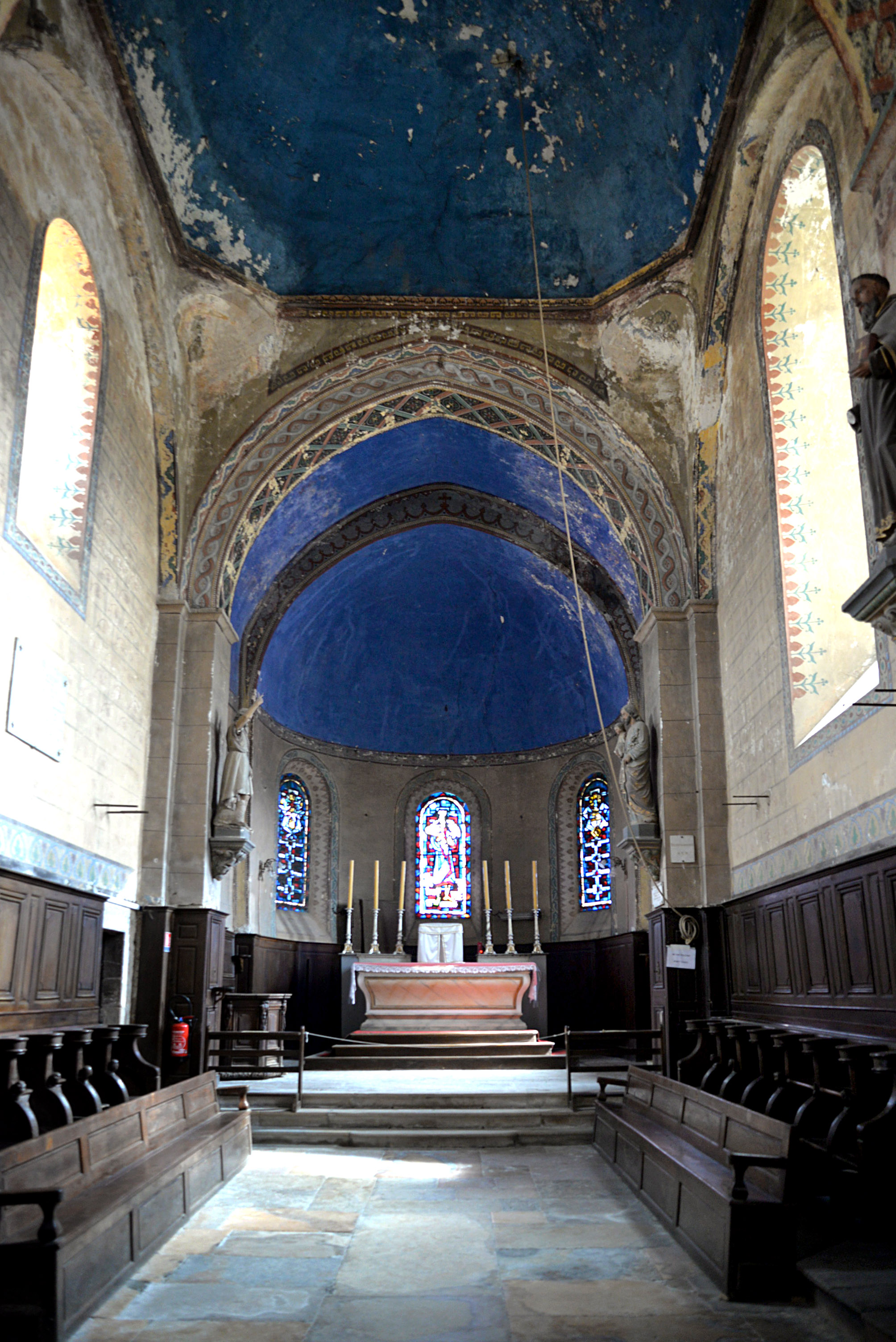
Koret.
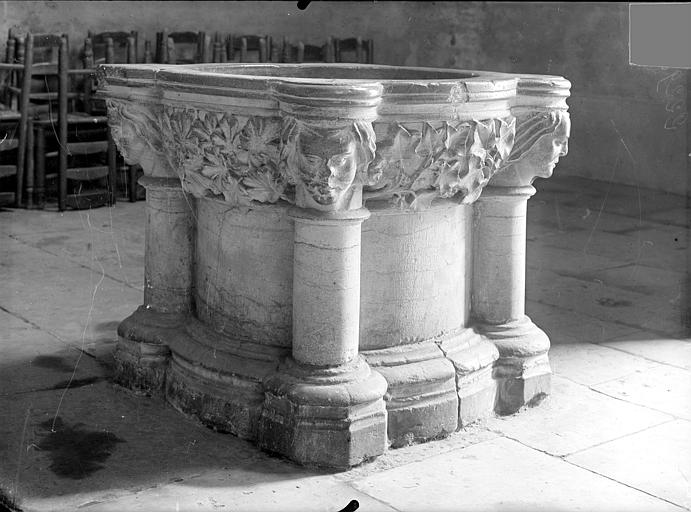
Dopfunten.
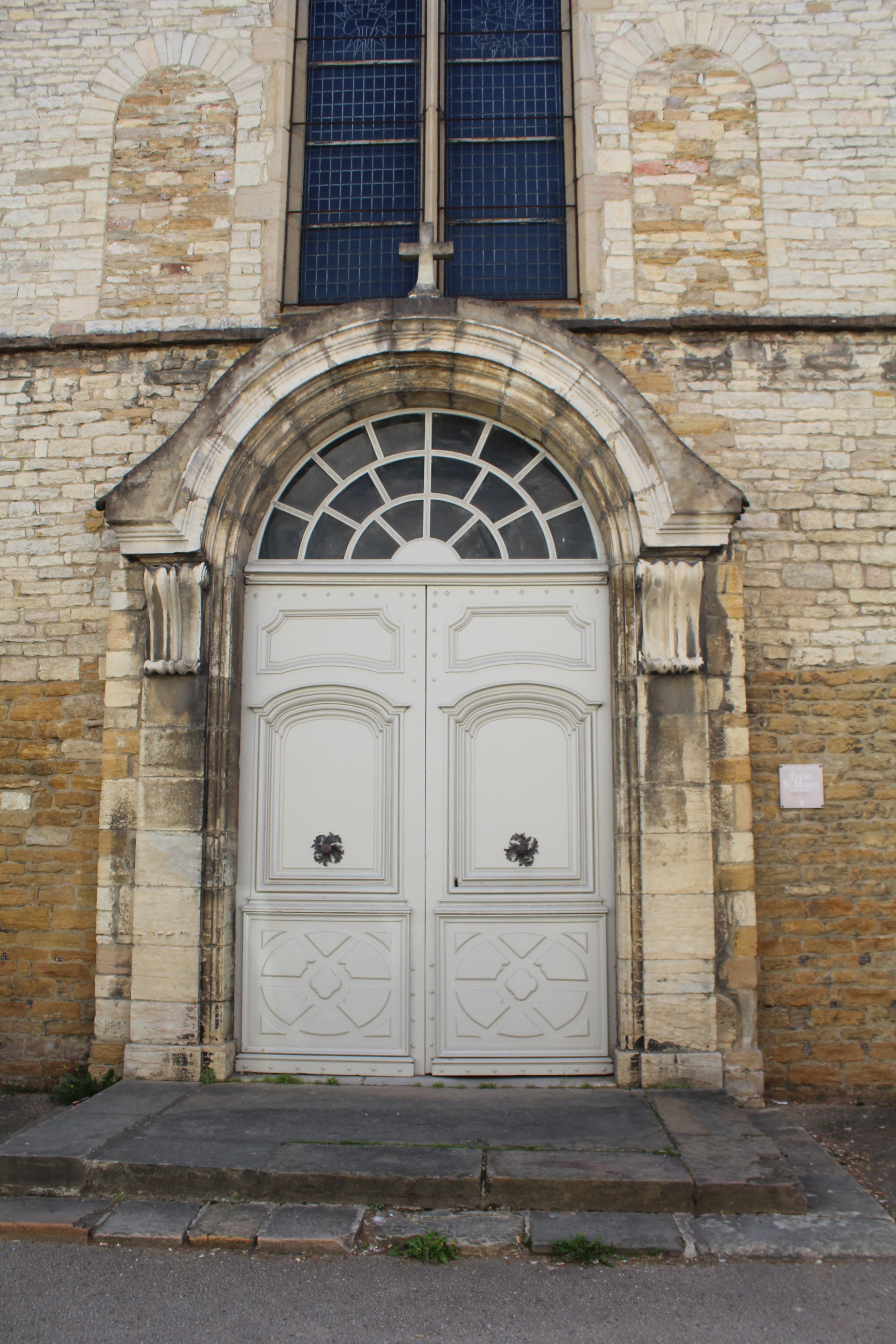
Kyrkans ingång.
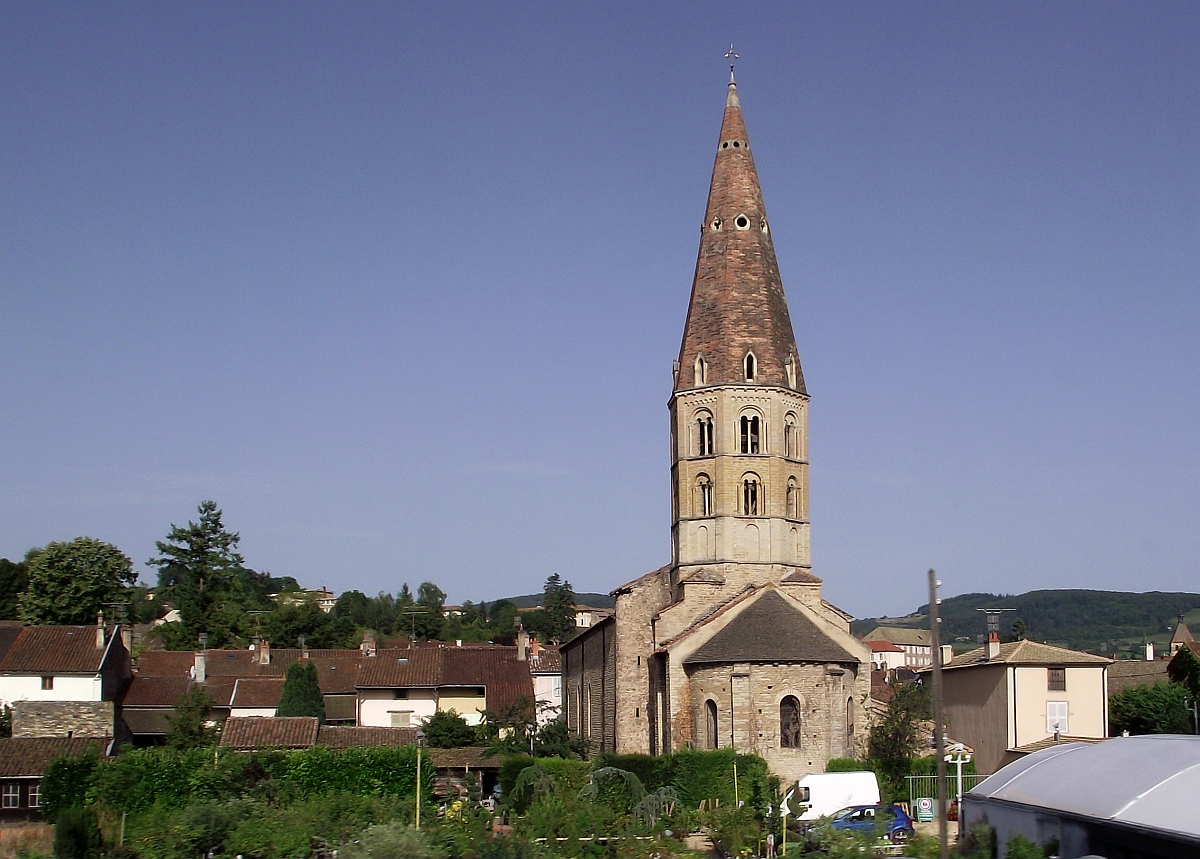
Kyrkan från öster.